# Aiaaira
Aiaaira é o hino nacional da Abecásia. Foi adotado em 1992. As letras foram escritas por Gennady Alamia, e a música foi escrita por Valera Çkaduwa.